# Leonidas Rodríguez Figueroa
Leonidas Rodríguez Figueroa (Cuzco, 6 de abril de 1921-Lima, 4 de abril de 1997) fue un militar y político peruano. Formó parte del grupo de oficiales del ejército peruano que, encabezados por el general Juan Velasco Alvarado conspiraron y dieron el golpe de Estado de 3 de octubre de 1968 contra el presidente Fernando Belaunde. Se destacó como el más reformista de ese grupo de oficiales. Fue jefe del SINAMOS. Tras la caída de Velasco en 1975, fundó el Partido Socialista Revolucionario (PSR), para continuar con el ideario velasquista. Deportado por el gobierno de Francisco Morales Bermúdez, fue elegido en ausencia miembro de la Asamblea Constituyente de 1978, por lo que retornó al Perú.

## Biografía
Nacido en el Cuzco, cursó su educación primaria en diversas escuelas fiscales de su ciudad natal, y la secundaria en el Colegio San Francisco de Asís.
Se trasladó a Lima e ingresó como soldado raso a la escuela de clases del ejército, donde permaneció durante año y medio, llegando a ser cabo y sargento segundo. En 1941 ingresó a la escuela de oficiales de Chorrillos y en 1945 egresó con el grado de subteniente, formando parte de la promoción “Leoncio Prado”. Entre 1964 y 1965 se desempeñó como agregado militar de la embajada peruana en el Ecuador.
En 1968 formó parte del grupo de coroneles que maquinaron el golpe de Estado contra el presidente Fernando Belaúnde Terry. Entre dichos coroneles destacaban, además de él, Rafael Hoyos Rubio, Jorge Fernández-Maldonado y Enrique Gallegos Venero. Todos ellos, formados en el CAEM, se dedicaron previamente a estudiar la situación política, social y económica del Perú y concibieron un plan que, a su juicio, superaría la terrible crisis que agobiaba a la nación. Este plan contemplaba la reforma estructural del Estado, mediante una serie de nacionalizaciones de los medios de producción, así como la aceleración de la reforma agraria.
A la cabeza de dichos coroneles se puso el general Juan Velasco Alvarado, entonces jefe del Comando Conjunto de la Fuerza Armada y comandante general del Ejército. El asunto del petróleo, que estalló con el escándalo de la página 11, fue lo que precipitó el golpe de Estado de 3 de octubre de 1968.  Desde entonces y hasta 1970, Rodríguez formó parte del Comité de Asesoramiento de la Presidencia de la República (COAP).
Rodríguez, amigo personal del general Velasco, fue uno de los más enfervorizados defensores del carácter revolucionario del gobierno militar. A él se debe el discurso nacionalista y reformista, de apoyo al campesino y a los sectores más empobrecidos de la sociedad, así como la revalorización de la figura de Túpac Amaru II, que se convirtió en el icono del gobierno de Velasco.
Entre 1970 y 1971 fue jefe de la División Blindada. Luego fue nombrado jefe del Sistema Nacional de Apoyo a la Movilización Social (SINAMOS), cargo que ejerció de 24 de junio de 1971 a 31 de diciembre de 1973. Dicho organismo oficiaba como el soporte político y popular del gobierno revolucionario. Enseguida pasó a ser comandante general de la II Región Militar, de 1 de enero de 1974 a 28 de octubre de 1975.
Tras la caída de Velasco de la presidencia, pasó al retiro el 29 de octubre de 1975. En 1976 fue asesor de la Confederación Nacional Agraria (CNA). En ese mismo año fundó el Partido Socialista Revolucionario (PSR) del cual fue su presidente. Su propósito político era continuar el proyecto velasquista.
El 8 de noviembre de 1977 fue deportado a México por el gobierno de Francisco Morales Bermúdez. El 18 de julio del año siguiente volvió a ser deportado, esta vez a la Argentina.
A la cabeza de su partido, postuló a la Asamblea Constituyente en 1978. El total de votos que obtuvo su partido fue de 232 520, cerca del 6.6% del cómputo total, lo que le dio seis curules. Rodríguez regresó entonces del exilio, el 16 de marzo de 1978, para integrarse a la Asamblea Constituyente.
El PSR formó después parte de la Izquierda Unida, formada en 1980 y que era una alianza que integraba a las diversas organizaciones socialistas peruanas, ubicadas políticamente a la izquierda.

## Publicaciones
- Participación popular y desarrollo económico (Lima, 1972)